# Jules Jean-Louis
Jules Édouard Jean-Louis, né le 28 octobre 1916 à Antibes (Alpes-Maritimes) à la villa Roméo Juliette, et mort le 8 mai 1951 à Hongcheon, est un médecin-commandant du bataillon français de l'ONU et héros de la guerre de Corée.
Le 8 mai 1951, il trouve la mort dans un champ de bataille en tentant de porter secours à deux soldats sud-coréens blessés. Il est le seul Français à posséder une statue érigée à son effigie en Corée du Sud. 

## Biographie

### Carrière

#### Premières affectations
Jules Jean-Louis décide rapidement de rejoindre l'armée et tente d'intégrer la prestigieuse école spéciale militaire de Saint-Cyr. Mais après examen médical, il est déclaré inapte pour embrasser une carrière de militaire en raison de l'état déficient de son cœur. Il est cependant admis à l'Armée et détaché du Val de Grâce pour être affecté à la XXe région militaire à Nancy, plus précisément au 69e régiment d'infanterie de Forteresse (3e bataillon) en tant que médecin-lieutenant et sert à l'offensive de la Sarre sur la Ligne Maginot.

#### Seconde Guerre mondiale
En 1940, son régiment doit évacuer sa position. Jules Jean-Louis émet alors le vœu de rester auprès des deux sections maintenues sur place afin de donner le change à l'ennemi et de couvrir la retraite de la majorité des troupes. Malheureusement, il est capturé par les Allemands et est fait prisonnier au stalag de Mühlberg (Allemagne) au nord-ouest de Dresde. Au sein des camps, il n'a de cesse de soigner les malades : à défaut d'être rapatrié à titre sanitaire, il choisit volontairement de rester sur place et se fait nommer médecin du camp par les officiers de la Wehrmacht.
Lors de sa première affectation, il officie au stalag IV-B (Kriegsgefangenen réserve Lazarett Gnaschwitz Bautzen) et il travaille avec un médecin allemand refusant d'apporter les soins nécessaires aux prisonniers. Jules Jean-Louis s'oppose plusieurs fois à lui et est l'objet d'une campagne de diffamation au point d'être déplacé et nommé médecin à Bilin (Sudètes). En 1941, il est affecté au camp de mineurs de Trebschitz (stalag IV C). Puis, du 2 février 1942 au 17 avril 1945, il est affecté dans sept autres infirmeries dépendant du stalag IV G dont du l'infirmerie de Bad-Lausick, l'infirmerie de Leipzig (secteur est et ouest), l'infirmerie de Meissen, infirmerie de Naunhof. À partir du 17 avril 1945, délivré par les troupes américaines, il rejoint le camp de rassemblement établi à Naunburg qu'il quitte enfin le 13 mai 1945 pour rejoindre la France.
Le 21 mai 1945, Jules Jean-Louis rentre quelque temps à Sanary pour prendre du repos. Il est promu au rang de médecin-capitaine avant d'être muté au Maroc à l'hôpital de Casablanca dès août 1945.

#### Engagement dans la guerre d'Indochine
Son expérience dans les camps allemands durant la Seconde Guerre mondiale font de Jules Jean-Louis un médecin militaire renommé et apprécié. Très vite, il émet le souhait de servir en Extrême-Orient et s'engage dans le corps expéditionnaire d'Indochine en mars 1946 puis dans la Guerre d'Indochine. Il sert au 2e régiment étranger d'Infanterie de jusqu'en 1947. Le 29 mai 1948, il obtient son brevet militaire de parachutiste et s'engage dans la seconde brigade des parachutistes coloniaux de 1948 à 1950.

#### Héros de la guerre de Corée
Il prend part au conflit rapidement puisqu'il est présent sur place le 15 septembre 1950 lorsque le débarquement à Incheon débute. Il part ensuite à bord de l'Athos le 25 octobre. Parmi le bataillon français des soldats sud-coréens sont intégrés, les ROK (Republic of Korea) directement encadrés par des Français. Jules Jean-Louis est ensuite nommé chef de service de santé du bataillon français de l'ONU le 29 novembre 1950. De décembre 1950 à janvier 1951, il participe à plusieurs batailles dont celles de Won Ju et de Chi Pong Ni. 
Le 8 mai 1951, lors de l'affrontement de Jang nam Ri, au nord-est d'Hongcheon, le médecin-commandant Jules Jean-Louis sur le terrain ce jour-là. Il va tenter de porter secours à deux soldats sud-coréens blessés mais trouve la mort dans le champ de bataille en marchant sur une mine à l'âge de 34 ans. Un témoin direct de la scène, le docteur Kim Jong-Hi, qui souhaitait intervenir auprès des deux soldats, rapporte que le commandant lui a ordonné de ne pas bouger. Un autre capitaine l'a mis en garde mais Jules Jean-Louis, n'écoutant que son courage, s'élance et meurt sur le coup. L'événement est évoqué le 10 mai 1951 par le lieutenant-colonel Olivier Le Mire dans un ouvrage consacré à la bataille de Crèvecœur.

### Décorations de son vivant
Pendant sa détention en Allemagne en 1943, il reçoit la croix de guerre avec une étoile d'argent.
Le 15 mars 1947, il reçoit la médaille coloniale de l'Extrême Orient.
En septembre 1947 et en juillet 1948, il reçoit deux citations à l'ordre de l'armée. Il est également nommé chevalier de la Légion d'honneur le 30 décembre 1948. Il est finalement nommé au grade de médecin major pour sa conduite exemplaire le 1er janvier 1950.
Quelques mois avant son décès, en février 1951, il reçoit une citation à l'ordre de la brigade avec l'attribution de la croix de guerre des Théâtres d'opérations extérieurs avec étoile de bronze à la demande du chef de bataillon français de l'ONU.

### Nominationspost mortem
Le 7 juillet 1951, il est promu à titre posthume au grade d'officier de la Légion d'honneur.
Le 19 mai 1952, il reçoit la médaille commémorative française des opérations de l'ONU en Corée.
On lui attribue également la médaille d'honneur du service de santé des armées.

## Mémoire
Plusieurs villes du sud de la France honorent sa mémoire. La postérité de Jules Jean-Louis est importante en Corée du Sud où chaque année, à Hongcheon, en présence de l’Ambassade de France en Corée, son sacrifice est honoré lors d'une cérémonie le 8 mai. Plusieurs villes sud-coréennes ont également fait figurer, sur les monuments de leurs mémoriaux, le nom de Jules Jean-Louis.

### À Antibes
Une plaque commémorant son sacrifice est apposée sur l'immeuble construit à l'emplacement de sa maison natale, rue Philippe-Rochard.

### À Fréjus
À Fréjus, un hôpital des Armées, aujourd'hui disparu, portait son nom. Ouvert en 1918, cet hôpital prend le nom du médecin-commandant à la suite de son décès en 1951 et ferme ses portes en 1979. À la fermeture, son nom est également donné à l'infirmerie du 21e RIMA au camp Lecoq. En 2008, la Communauté d'agglomération de Fréjus - Saint Raphaël crée le pôle d'Excellence Jean-Louis, en mémoire de la présence des troupes coloniales à Fréjus. Le musée des Troupes de la Marine, à la suite d'un don des héritiers de la famille Jean-Louis, a consacré une vitrine du musée à Jules Jean-Louis. Son képi y est exposé.

### À Sanary
Une rue du quartier de Portissol, inaugurée le 25 juin 1989, porte son nom. La dépouille du médecin-commandant repose aujourd'hui dans le tombeau familial de la commune, dans le cimetière du centre-ville. Au 6 rue Barthélémy-de-Don figure également une plaque commémorative rappelant les faits de Jules Jean-Louis et signalant la localisation de la maison familiale.
La ville est également jumelée à Hongcheon depuis 1986. Ce jumelage s'inscrit dans le cadre du centenaire des accords diplomatiques entre la Corée du Sud et la France. À cette occasion, une délégation municipale se rend en Corée du Sud pour honorer sa mémoire.
Depuis 2024, la Ville en partenariat avec l'antenne médicale Jules Jean-Louis de Fréjus, organise une course "Les Foulées Jules Jean-Louis" dont les bénéfices sont reversées aux blessés du SSA (Service de santé des Armées). 

### À Suwon
Sur le site mémorial de Suwon en Corée du Sud, un monument a été érigé pour honorer l'effort fournie par les français pendant la Guerre de Corée. Le nom de Jules Jean-Louis fait partie des 287 noms de soldats français morts au combat.

### À Busan
Au cimetière du mémorial des Nations unies de Corée à Busan, figure sur le mur du souvenir, une plaque dédiée à la France sur laquelle Jules Jean-Louis détient son nom aux côtés des 268 autres noms des soldats français tombés pendant la Guerre de Corée (1950-1953).

### À Hongcheon
Le plus grand hommage à Jules Jean-Louis est la statue en bronze qui lui est dédiée, édifiée à l’endroit même de sa mort à une trentaine de kilomètres au nord-est de Hongcheon. Il est l'un de seuls occidentaux, avec le général MacArthur, à détenir un monument à son effigie en Corée. 

## Expositions
- « Jules Jean-Louis, sanaryen et héros en Corée », Médiathèque Jacques-Duhamel à Sanary-sur-Mer du 3 au 7 mai 2022, exposition à l'occasion de la commémoration du 71e anniversaire de sa mort.

### Autres
- Les Vrais baroudeurs du bataillon français en Corée, 2021, Musée pour la Paix des Nations unies, p.138. [lire en ligne]